# Wander Johannes de Haas
Wander Johannes de Haas (né le 2 mars 1878 à Lisse – mort le 26 avril 1960 à Bilthoven) est un physicien et mathématicien néerlandais. On lui doit la découverte de l’effet Choubnikov-de Haas, l’effet de Haas-Van Alphen et l’effet Einstein-de Haas.

## Biographie
Wander de Haas est né à Lisse, petite ville des environs de Leyde. Il était le fils du proviseur de l’École Normale de Middelbourg, et de Maria Efting. Le 22 décembre 1910, il épousa Geertruida, la fille aînée de Hendrik Lorentz, qui lui donna deux filles et deux fils.
Après des études au lycée de Middelbourg, de Haas entreprit des études de droit en 1895. Ayant obtenu les deux premiers examens de la licence, il travailla quelque temps dans un cabinet d'avocats avant de décider de changer d'orientation ; il se consacra à la physique. Il repassa un examen d'entrée pour la faculté des sciences, et s'inscrivit en physique à l'Université de Leyde en 1900. Il soutint en 1912 une thèse de doctorat sous la direction de Kamerlingh Onnes, intitulée Measurements on the Compressibility of Hydrogen.
Considérant l’hypothèse d’Ampère d'après laquelle le magnétisme est engendré par les rotations microscopiques de charges électriques, De Haas et Einstein voulurent éprouver la théorie de Lorentz selon laquelle les particules en rotation sont des électrons. Le but de cette expérience était de mesurer le couple développé par inversion de la magnétisation d'un cylindre en fer. C'est ainsi qu'en 1912-13 ils observèrent la création d'un mouvement de rotation sur un cylindre ferromagnétique  suspendu par un fil au centre d'un solénoïde, lorsque le solénoïde est parcouru par un courant électrique (effet Einstein-De Haas).
On peut voir au Musée Boerhaave, le musée d'histoire des sciences de Leyde, un spécimen d’appareil (un electro-aimant des années 1930) utilisé pour ses recherches sur les basses températures.